# داني فيريتي
داني فيريتي (بالإنجليزية: Danny Verity)‏ هو لاعب كرة قدم بريطاني في مركز الدفاع، ولد في 19 أبريل 1980 في برادفورد في المملكة المتحدة. لعب مع برادفورد سيتي ونادي برادفورد بارك أفنيو ونادي هاروجيت تاون.